# 六四事件中的四川省
1989年春夏之交，中华人民共和国爆发全国性抗议运动，史称六四事件或八九民运，中国官方称1989年春夏之交的政治风波。期间四川省各地也有抗议、游行、罢课、集会及其他政治表达行为。这些活动多由学生、工人主导，也包含市民等群体发起，乃至有體制內人士參與，与全国范围内的抗议相呼应。
其中省会成都、重庆等大城市的示威规模最大，攀枝花、自贡、达州、西昌、泸州、绵阳等地均有不同程度的响应。六四镇压后，成都爆发数百人以上伤亡的骚乱与暴力镇压，伤亡仅次于北京。

## 成都
成都的示威开始于4月。示威者占据的天府广场被一部分人称为“小天安门”。北京六四清场后，成都爆发大规模的示威，并演变为骚乱。当局的镇压行动造成至少上百人死亡（人数有争议）。

## 重慶

### 4月
胡耀邦死後，重庆的大学校园开始出现一些动荡。至少在四二六社論发布之初，重庆就开展了大型示威活动。4月27日，一名北大歷史系學生手持4月21日香港《經濟日報》第二版的影印本（講述香港記者報導的北京四二○事件經過），要求重慶大學研究生會代為張貼遭拒絕。此後又有一名北大化學系學生到重慶大學教學樓前張貼該報影印本，後被學校保衛人員揭下。4月29日，袁木与北京学生领袖之间的对话電視播出後，示威持續。

### 5月
5月1日，一些高校出现呼吁罢课、游行的大字报和传单，鼓动学生“5月4日上午8时在新广场集合，到解放碑举行游行，并罢课一天，以声援北京学生的行动”。有的大字报提出了游行、罢课的安排。
5月4日举行的示威活动中，從上午到下午重庆大学、重庆建工学院、重庆师院、重庆医科大学等校先後有8000人走出校门上街游行，從重慶市政府到解放碑，游行打的横幅是：“拥护中国共产党”、“五四精神万岁”、“支持北京学生行动”「聲援北京學生,反對貪官汙吏」、「半文盲、大富翁、中國特色」、 「傻博士、窮教授、中國獨有」、“教授、教授，越教越瘦”等，并在市政府大楼内静坐，要求政府承认他们的活动是合法的，并要求媒体给予公平对待。游行造成交通阻塞，但没有发生冲突。
5月15日晚七时五十分，四川美术学院、重庆师范学院、重庆大学约八九百名学生上街游行，到市政府门前静坐，后经劝导，学生全部返校。在5月17日至5月19日之间，大约有10000人示威游行，并且有82人开始绝食抗議。16-17日，近萬名學生遊行聲援北京學生絕食行動,另有二千多名學生在沙坪壩等地靜坐聲援。5月18日,數萬名高校生與新聞界、 教育界人員、機關幹部、工廠職工等遊行請願。
對於學生運動，重慶市民與學生開始產生分歧，疲倦的学生乘车驶回校园時导致严重的交通拥堵，而普通市民开始担心示威游行會造成食物短缺。重慶市民代衛平等人组织「山城工人聲援大軍」、「市民聲援團」等民運團體之遊行示威活動，並發表演説，也在北京戒严后进一步筹划组织「重慶愛國民主聯盟」。
5月3日至5月20日，重庆日报报导了14人被捕，尽管这个数字可能更高。5月20日，市政府官员同意与示威者进行对话，不過结果一无所获。21日，有2000余名学生上街游行，呼喊“反对镇压”、“李鹏下台”、“邓小平下台”等口号。同时当局亦指从5月中旬至21日，重慶市受示威影響，道路堵塞停開市公車13871班，減少營收49萬7千元。物資運輸車1300餘車次被堵,490輛停駛 ,損失廿四萬多元。重慶啤酒廠停產七天。
5月23日，超过20000名示威者在街头游行。5月24日上午，重庆高校学生自治会召开成立大会，有七千多人参加，会后分片组织了游行。当天重庆约有10000人上街游行，十餘所高校生分別前往人民大禮堂集合，在大礼堂静坐的有100多人。部分學生则在解放碑附近靜坐。。

### 6月
6月1日，重庆大学等高校五六百名学生上街游行声援北京学生。2日，继续有数百学生上街游行。
北京六四镇压后，作為回應，重庆的许多学生开始罷課。各行各业的人们堵塞了城市的道路和鐵路，甚至掀翻车辆。在两天的时间里，重慶基本上瘫痪了。6月5日上午10时，重庆大学、建工学院、建筑专科学校700多名学生打着“中华儿女血洒北京，严惩凶手，讨还血债”的横幅，上街游行、演讲。11时许，重庆师专300多名学生打着横幅到沙坪坝车站要求接管车站，并全部坐在铁轨上拦截火车。后一些官员通過谈判讓抗议者放棄封锁铁路，学生于下午5时25分离去。晚十时左右，重庆大学、师范学院、建工学院300多名学生抬着花圈上街游行。
6月7日，全省高校绝大部分学生离校回家。重庆建筑工程学院、西南师范学院有两百名学生扬言要到广安冲击邓小平故居，并挖其祖坟。公安厅就此部署了防范工作。重庆市内交通受阻，重庆大学等校一些学生上街设置路障。此后幾天，重慶大部分交通开始逐步恢复。

## 其他县市
4月中旬，自贡地区的大中专学校开始有学生要求召开胡耀邦悼念会，并在宿舍、教室抗议，攻击中國领导人。运动期间，南充的大专院校也有人响应。南充市人武部因此加强了警戒值班。当地共青团市委亦要求团员“坚守生产工作岗位、不信谣、不听谣、不参加游行”等六条具体要求。
5月17日，西昌开始先后有10所大中专、中学的师生和厂矿的青年工人共1万多人次举行游行，呼喊口号，冲击涼山州委、州政府，并在门前静坐、绝食，在公共场所发表演讲，书写标语，散发传单，拦车设障，阻碍交通，并向涼山州党政领导提要求。涼山當局亦指有“一小撮打、砸、抢分子乘机进行破坏活动”。
北京学生宣布绝食以后，5月17-19日，万县师范专科学校、地区教育学院、电大万县分校、万县师范学校等院校学生陆续上街游行，支持北京学生的绝食行动。还有部分学生在万县广场公园静坐、绝食。
5月17日下午，自贡的一些学校开始罢课。当局指学生“强行拦截汽车”，到市区上街示威游行。深夜，泸州医学院、泸州教育学院、泸州化工校的学生500余人上街游行,高呼“声援北京高校学生绝食请愿活动”等口号，市内围观和参与市民有数千人。泸州市委、市政府领导与学生对话。
5月18日, 自贡的示威游行达到高潮，并有人到自贡市人民政府门前绝食。示威学生成立了自贡市大中专学生自治联合会。上午，泸州又有上千名学生上街游行,该市党政领导以及有关部门领导再次与学生对话。
5月19日,有自贡学生开始强行乘火车到成都声援,数十名学生加入成都人民南路广场的静坐。泸州继续有大学生分别在大山坪、市府路街口静坐示威,直至深夜。运动期间，泸州学生也成立了“泸州市学生自治联合会”“泸州医学院学生自治会”“泸州教育学院学生自治会”等组织。
5月23日起，数百名学生到自贡市人民政府门前静坐。当局指学生“在社会错误舆论导向、谣言的影响下”,除组织上街游行,发表讲演外，还有人“书写、散发、张贴大小字报、传单,传播谣言,冲击党政机关”。
北京六四镇压后，6月4日开始自贡有学校召开“死难烈士追悼会”,并抬着花圈上街游行。学校流传各种信息，数百名学生离校。6月5日，绵阳市建材学院有500多名学生上街游行。有北京、西安等地大学生到达达县，6月8日已达两百多名（多数是本地人）。他们成立“达县市大中专学生自治联合会”，四处串联，鼓动学生、工人、市民声援北京，扬言要“上街游行，阻断交通，烧毁汽车，冲击党政机关和公安部门”。同时为应对宜宾当地的响应，宜宾地委武委会决定集合民兵应急分队在市区巡逻，“威慑了动乱分子,稳定了宜宾的局势”。
运动期间，凉山自治州的“反革命案件”数量也上升，并遭到凉山公安机关的处置。当时凉山当局指责西昌与凉山的抗议活动，与当时在四川的老右派记者戴煌的几篇文章有关系，认为“同戴煌的斗争,就是同资产阶级自由化的斗争”、“西昌学生反腐败、反官倒的游行静坐”是戴煌“坏文章挑动起来的”,“坏文章的出笼,是造成全州各族干部群众,特别是西昌人思想混乱的重要原因”。戴煌则认为这是凉山当局部分人“利用六四风波”进行“文革式打击迫害”。

## 后续
6月8日,四川省召開省級各委、廳、局,成都市和部分高等院校、大型企業負責人參加的會議,副省長謝世杰在會上要求：
一、集中力量打擊一小撮搞打、砸、搶、燒的歹徒,求避免誤傷群衆。
二、開展自衛聯防。

三、團結人民群衆共同對敵,進一步深挖打、砸、搶、燒犯罪分子。
6月10日,成都市政府發出通告，要求“參加過打砸搶燒犯罪分子”立即投案自首，民衆通過各種方式向公安機關檢舉揭發,並公佈了舉報電話號碼。6月13日,成都公安局發出第二號通告,明令取締「成都高自聯」,「市民聲援團」等民運組織。6月14日,成都春熙派出所抓獲北京工自聯骨幹黃文斌。《四川日報》報導在成都糾集群衆進行示威的「社會大學校長」楊海波被公安抓獲。
6月15日，《四川日報》報導近三日有4名在成都市人民商場，人民南路等處打砸搶燒的參與者投案自首，並揭發同夥。6月17日，遭當局驅逐的兩名英國獨立電視網記者和攝影師從由成都抵達香港，並透露在成都的鎮壓中,已知約有二百人死亡。中江縣公安機關抓獲北京工自聯負責聯絡的首腦白東平。6月22日，《四川日報》報導成都公安在審查民運組織「市民聲援團」時，挖出一個預謀階段的民運組織「中國正義團」，其五名主要成員已被公安抓獲。
6月19日,四川省公安廳出入境管理處發佈公告稱從20日起,因私出國一律使用新的出境卡。迄6月20日止,成都公安已逮捕129名騷亂或示威參與者。6月23日，成都市表示因“打、砸、搶、燒”騷亂事件共損失一億二千餘萬元。7月1日,成都中級法院判處在6月5日成都的衝突中放火的王貴元、周相成二人死刑。7日,經四川省高級人民法院審理後,裁定維持原判的王貴元、周相成,執行槍決。7月3日，溫江縣成立一支由工人、農民、機關幹部以上及學校教職員工組成的治安聯防大隊。
7月8日,成都中級法院分別判處另外四名在6月5日參與衝突、放火的示威者何強爲死刑,緩期兩年執行，陳勇、倪爾福、張幽均爲無期徒刑。8月4日，四川日報報導成都金牛區法院最近召開公判大會，判處與北京民運活動遙相呼應的成都事件中參與者劉國輝、賴碧輝2人有期徒刑10年，易良輝、羅永貴、張成恭亦分別被判處有期徒刑。8月22日，《四川日報》報導全省公安機關在“集中打擊流竄犯行動”中,捕獲五名騷亂參與者。9月1日,成都中級法院一審判處6月5日衝突中的參與者許濤死刑，古幼東因「檢舉立功」免於處分。
作為對成都流血事件的回應，成都政府迅速发布了有关事件的聲明。四川省政府发表了题为《成都暴动的來龍去脈》的文章。在这篇文章中，提到“有1800人到医院就诊，包括1100名警察，其中353名住院，其中有231名警察，69名学生和53名其他人。”根据“维基解密公佈的美国国务院电报，实际傷亡人數可能更高。”成都的医院和大学确认了更多的死亡人数，以及美国领事官员向纽约时报透露“至少有100名重伤人员被带出广场”。6月16日，成都市人民檢察院稱已有106人（“打砸搶燒”分子）被捕，两名被控焚烧车辆的农民被处决，另外三人因打砸搶燒而被处决，一名因掀翻吉普车并放火而被处死。另有三人分别以纵火、抢劫和擾亂公共秩序为由判处无期徒刑。
10月底，公安局指破獲「重慶愛國民主聯盟」，其组织者代衛平及另三名骨幹分子被捕。达州师范专科学校教师侯多蜀因为在达州参与组织当地的游行示威及与政府的“对话团”，并在“六四”后，继续组织抗议示威，反对北京清场被捕，被达州中级人民法院以“反革命宣传煽动罪”判刑8年。
重庆冶金印刷厂工人许万平在运动期间其将诗词“历史的唤醒”张贴于重庆市人民大礼堂的土墙上，宣称“打倒腐败的伪政府”，“为打倒专制、暴力而战斗”，又在重庆大礼堂广场上组织了针对李鹏五二零讲话的行为艺术抗议。六四之后，许万平写下了“惊闻屠刀举，儿女热血洒；山河化悲哀，仇恨涌我心”的诗句，并宣布筹建“以推翻中共”为宗旨的“中国行动党”。许万平陆续撰写该组织的“宣言”，“纪律”，“誓言”等，并设计“党旗”，“公章”，“军旗”，“军徽”的图案，还写了多篇文章论证如何通过“地下工作”推翻共产党，并提出“抢劫枪支、弹药、抢劫银行，建立根据点”等计划，又向台湾特务机关投寄信件请求予以合作，谋求给予资金和物资援助。该组织从6月中旬起发展成员，先后吸纳工人代勇及其他后来被劳教的人员。代勇亦与许策划去广州，贵州等地设立联络点发展成员，领取活动经费，为许保管材料。此后两人被捕。许万平被以“反革命宣传煽动罪”和“组织反革命集团罪”判处8年有期徒刑。判决指其从5月中旬开始“积极参加政治动乱，并收听台湾敌台的广播”。代勇被以“积极参加反革命集团罪”，判处有期徒刑2年。
攀枝花矿务局亦在全局开展了“清查和清理参加动乱或支持动乱的人和事的“双清”工作”。自贡市从7月到1990年8月，对运动期间的问题按照中國共产党的政策和中國国家法律进行处理，并对党员进行教育。7月，泸州市委决定取缔在运动期间成立的各泸州市学生组织。
官方数据指四川共取締“各種非法組織”48個，56名“非法組織成員”到公安機關登記或自首；拘捕781名“非法組織成員和打砸搶燒各類刑事犯罪分子”，“摧毀流竄犯罪團伙”16個，破獲五起“反革命集團案”。南充当局指运动期间，当地发生“政治案件”46起,查破39起,查破率85%，并在之后继续发现“境外敌对分子”的反动宣传品、“反革命信件”等。德阳当局亦指其协助外地政法机关缉拿了“潜入德阳隐藏的动乱分子”8名。眉山全县范围开展“清查”工作后亦查出“参与动乱和骚乱人员”3人,由成都市政法机关逮捕1人,眉山县治安处罚2人。
四川省全国人大代表、新闻工作者胡绩伟因赞同赵紫阳主张的在法治、理性轨道上对话，反对军事镇压，被撤销一切职务，留党查看两年。1990年3月，第七届全国人大常委会发表公告，由于“四川省人大常委会已通过决定罢免胡绩伟的第七届全国人大代表职务”，根据相关规定，撤销胡绩伟的第七届全国人大常委会委员。

## 另見
- 六四事件
- 1989年中華人民共和國抗議地區列表